# FAM173A
FAM173A (англ. Family with sequence similarity 173 member A) – білок, який кодується однойменним геном, розташованим у людей на короткому плечі 16-ї хромосоми. Довжина поліпептидного ланцюга білка становить 235 амінокислот, а молекулярна маса — 25 130.
| 10         |  | 20         |  | 30         |  | 40         |  | 50         |
| ---------- |  | ---------- |  | ---------- |  | ---------- |  | ---------- |
| MEQDDPVEAL |  | TELRERRLGA |  | LELLQAAAGS |  | GLAAYAVWAL |  | LLQPGFRRVP |
| LRLQVPYVGA |  | SARQVEHVLS |  | LLRGRPGKTV |  | DLGSGDGRIV |  | LAAHRCGLRP |
| AVGYELNPWL |  | VALARLHAWR |  | AGCAGSVCYR |  | RKDLWKVSLR |  | DCRNVSVFLA |
| PSVLPLLEDK |  | LRTELPAGAR |  | VVSGRFPLPT |  | WQPVTAVGEG |  | LDRVWAYDVP |
| EGGQAGEAAS |  | SRIPIQAAPG |  | PSSAPIPGGL |  | ISQAS      |  |            |

A: Аланін

C: Цистеїн

D: Аспарагінова кислота

E: Глутамінова кислота

F: Фенілаланін

G: Гліцин

H: Гістидин

I: Ізолейцин

K: Лізин

L: Лейцин

M: Метіонін

N: Аспарагін

P: Пролін

Q: Глутамін

R: Аргінін

S: Серин

T: Треонін

V: Валін

W: Триптофан

Локалізований у мембрані.